# 클라이페다
클라이페다(리투아니아어: Klaipėda, 독일어: Memel, Memelburg 메멜, 메멜부르크[*], 폴란드어: Kłajpeda 크와이페다[*], 문화어: 클라이뻬다)는 발트해에 있는 리투아니아의 유일한 항구 도시이다. 네만강 하류에 위치하고 있으며, 스웨덴, 덴마크, 독일 등과 이어지는 주요한 페리 항이다.

## 역사
클라이페다는 12세기에 발트 민족이 세웠다. 오랫동안 프로이센의 지배를 받으면서 메멜(Memel)이라는 이름으로 불렸다.
발트해에 접한 항구는 1252년 튜턴 기사단이 만들었고 라틴어로 'Castrum Memele'(독일어로 'Memelburg')라 기록되고 있다. 그 지역은 튜턴 기사단에 의해 기독교로 개종되었다. 1422년 프로이센과 리투아니아의 경계가 정해지면서 메멜은 1919년까지 프로이센에 속하게 되었다. 이 국경은 유럽 역사상 가장 오랫동안 변하지 않고 지속된 경계선이다.
1629년부터 1635년까지 스웨덴의 공격을 받았다. 그 뒤로 오랜 시간 동안 복구를 했고 75년이 지나 메멜의 많은 사람들이 전염병으로 죽었다. 메멜은 1871년 통일된 독일제국이 형성되면서 독일의 최북동단에 위치한 도시가 되었다. 옛 독일의 국가에도 독일에서 가장 끝에 있는 지방으로 등장한다.
1919년 베르사유 조약이 맺어지면서 메멜은 프랑스령이 되었다. 1923년 리투아니아의 공격을 받아 프랑스 군은 도시를 떠났다. 1939년 3월 22일에는 다시 독일령이 되었다.
제2차 세계 대전이 진행되던 1944년 메멜에 사는 거주자들의 대부분은 도시를 떠났다. 1945년 1월에 붉은 군대에 점령되었고 다시 도시는 소비에트 연방으로 편입되었다. 남아 있는 독일인들은 대부분 시베리아나 독일로 추방당했다. 1991년 12월 26일 다시 리투아니아 영토가 되었다.

## 인구
| 연도        | 인구    | ±%     |
| ----------- | ------- | ------ |
| 1722        | 3,400   | —      |
| 1782        | 5,500   | +61.8% |
| 1790        | 6,300   | +14.5% |
| 1813        | 7,230   | +14.8% |
| 1823        | 5,300   | −26.7% |
| 1837        | 9,000   | +69.8% |
| 1855        | 17,000  | +88.9% |
| 1861        | 17,500  | +2.9%  |
| 1875        | 20,000  | +14.3% |
| 1890        | 19,282  | −3.6%  |
| 1897        | 20,100  | +4.2%  |
| 1905        | 20,700  | +3.0%  |
| 1912        | 23,500  | +13.5% |
| 1925        | 35,845  | +52.5% |
| 1931        | 37,142  | +3.6%  |
| 1938        | 47,189  | +27.1% |
| 1950        | 48,500  | +2.8%  |
| 1959        | 89,500  | +84.5% |
| 1961        | 106,243 | +18.7% |
| 1967        | 131,600 | +23.9% |
| 1970        | 140,342 | +6.6%  |
| 1978        | 175,200 | +24.8% |
| 1979        | 176,648 | +0.8%  |
| 1985        | 195,000 | +10.4% |
| 1989        | 202,929 | +4.1%  |
| 1991        | 208,300 | +2.6%  |
| 1992        | 207,100 | −0.6%  |
| 1999        | 203,300 | −1.8%  |
| 2001        | 192,954 | −5.1%  |
| 2007        | 185,936 | −3.6%  |
| 2008        | 184,657 | −0.7%  |
| 2009        | 183,433 | −0.7%  |
| 2010        | 182,752 | −0.4%  |
| 2011        | 162,360 | −11.2% |
| 2014        | 157,305 | −3.1%  |
| 2017        | 162,835 | +3.5%  |
| 2018        | 149,015 | −8.5%  |
| 2019        | 148,506 | −0.3%  |
| 2020 (est.) | 154,332 | +3.9%  |
| 출처:       |         |        |

## 기후
| 클라이페다의 기후                                                | 클라이페다의 기후 | 클라이페다의 기후 | 클라이페다의 기후 | 클라이페다의 기후 | 클라이페다의 기후 | 클라이페다의 기후 | 클라이페다의 기후 | 클라이페다의 기후 | 클라이페다의 기후 | 클라이페다의 기후 | 클라이페다의 기후 | 클라이페다의 기후 | 클라이페다의 기후 |
| 월                                                               | 1월               | 2월               | 3월               | 4월               | 5월               | 6월               | 7월               | 8월               | 9월               | 10월              | 11월              | 12월              | 연간              |
| ---------------------------------------------------------------- | ----------------- | ----------------- | ----------------- | ----------------- | ----------------- | ----------------- | ----------------- | ----------------- | ----------------- | ----------------- | ----------------- | ----------------- | ----------------- |
| 역대 최고 기온 °C (°F)                                           | 11.7 (53.1)       | 15.4 (59.7)       | 18.6 (65.5)       | 28.9 (84.0)       | 31.2 (88.2)       | 33.8 (92.8)       | 34.0 (93.2)       | 36.6 (97.9)       | 30.4 (86.7)       | 22.9 (73.2)       | 15.4 (59.7)       | 11.5 (52.7)       | 36.6 (97.9)       |
| 일평균 최고 기온 °C (°F)                                         | 1.2 (34.2)        | 1.4 (34.5)        | 4.5 (40.1)        | 10.8 (51.4)       | 16.0 (60.8)       | 19.3 (66.7)       | 22.1 (71.8)       | 22.2 (72.0)       | 17.8 (64.0)       | 11.8 (53.2)       | 6.3 (43.3)        | 3.2 (37.8)        | 11.5 (52.7)       |
| 일일 평균 기온 °C (°F)                                           | −0.8 (30.6)       | −0.8 (30.6)       | 1.8 (35.2)        | 7.0 (44.6)        | 11.8 (53.2)       | 15.5 (59.9)       | 18.4 (65.1)       | 18.5 (65.3)       | 14.3 (57.7)       | 8.9 (48.0)        | 4.3 (39.7)        | 1.3 (34.3)        | 8.5 (47.3)        |
| 일평균 최저 기온 °C (°F)                                         | −2.9 (26.8)       | −3.0 (26.6)       | −1.0 (30.2)       | 3.1 (37.6)        | 7.4 (45.3)        | 11.6 (52.9)       | 14.7 (58.5)       | 14.6 (58.3)       | 10.8 (51.4)       | 6.1 (43.0)        | 2.3 (36.1)        | −0.7 (30.7)       | 5.3 (41.5)        |
| 역대 최저 기온 °C (°F)                                           | −32.0 (−25.6)     | −33.4 (−28.1)     | −20.8 (−5.4)      | −12.8 (9.0)       | −5.2 (22.6)       | −2.8 (27.0)       | 5.2 (41.4)        | 2.9 (37.2)        | −3.3 (26.1)       | −7.5 (18.5)       | −14.6 (5.7)       | −24.1 (−11.4)     | −33.4 (−28.1)     |
| 평균 강수량 mm (인치)                                            | 73.4 (2.89)       | 50.7 (2.00)       | 47.1 (1.85)       | 36.2 (1.43)       | 43.7 (1.72)       | 59.7 (2.35)       | 74.1 (2.92)       | 96.8 (3.81)       | 89.5 (3.52)       | 108.3 (4.26)      | 90.1 (3.55)       | 79.9 (3.15)       | 853.1 (33.59)     |
| 평균 강수일수                                                    | 14.77             | 11.35             | 10.05             | 7.45              | 7.59              | 9.22              | 9.42              | 11.67             | 11.55             | 14.86             | 14.49             | 15.39             | 138.72            |
| 평균 상대 습도 (%)                                               | 85                | 84                | 79                | 76                | 76                | 78                | 78                | 76                | 80                | 82                | 88                | 87                | 81                |
| 평균 월간 일조시간                                               | 34                | 65                | 122               | 180               | 264               | 285               | 274               | 252               | 167               | 100               | 40                | 28                | 1,811             |
| 출처 1: Météo Climat (평년값: 1991년~2020년, 극값: 1929년~현재)  |                   |                   |                   |                   |                   |                   |                   |                   |                   |                   |                   |                   |                   |
| 출처 2: 미국 해양대기청, Time and Date (상대습도: 2005년~2015년) |                   |                   |                   |                   |                   |                   |                   |                   |                   |                   |                   |                   |                   |